# (13197) Pontecorvo
(13197) Pontecorvo ist ein Asteroid des Hauptgürtels, der am 17. Februar 1997 vom italienischen Amateurastronomen Vincenzo Silvano Casulli (1944–2018) am Osservatorio Colleverde di Guidonia (IAU-Code 596) in Italien entdeckt wurde.
Der Asteroid wurde am 10. Dezember 2011 nach dem italienischen Physiker Bruno Pontecorvo (1913–1993) benannt, der als Schüler und enger Freund von Enrico Fermi als erster 1957 die Theorie der Neutrinooszillation erwog.
Der Himmelskörper gehört zur Nysa-Gruppe, einer nach (44) Nysa benannten Gruppe von Asteroiden (auch Hertha-Familie genannt, nach (135) Hertha).